# Tapferkeitsmedaille (Nassau)
Die Tapferkeitsmedaille des Herzogtums Nassau wurde per Dekret am 9. August 1807 durch Herzog Friedrich August von Nassau aus Anlass des  Vierten Koalitionskrieg an der Seite Frankreichs gestiftet. Die Medaille wurde zur Auszeichnung von Unteroffizieren und Mannschaften in Gold und Silber verliehen. Offiziere waren von der Vergabe ausgeschlossen.

## Geschichte
Die Absicht zur Stiftung der Tapferkeitsmedaille wird erstmals in einem Erlass Friedrich Augusts vom 19. März 1807 erwähnt. Darin ist auch die Rede von der Beauftragung der Mainzer Graveurs Johann Lindenschmidt mit der Anfertigung der notwendigen Stempel und einer ersten Tranche von Medaillen. Die ersten elf goldenen und 50 silbernen Abzeichen wurden wohl im Juni 1807 hergestellt. Von 1810 an wurden die weiteren Prägungen in der Nassauischen Münzdirektion Ehrenbreitstein.
Am 19. August 1807 wurden die Statuten zur Tapferkeitsmedaille erlassen. Für den Feldzug gegen Preußen erhielten nassauische Soldaten 1807 vier Gold- und 28 Silbermedaillen und für die Leistungen im Österreich-Feldzug im Rahmen des Fünften Koalitionskriegs eine goldene und eine silberne. Für den längsten Feldzug des Nassauischen Militärs von 1808 bis 1813 in Spanien gab es 17 goldene und 102 silberne Auszeichnungen. Zusätzlich wurde in diesem Rahmen die Fahnen des 2. Regiments mit jeweils einer Goldmedaille für die Schlachten bei Medellín und Mesa de Ibor ausgezeichnet. Für die Schlachten bei Quatre-Bras und Waterloo, an denen die Nassauer nun gegen Napoleon teilnahmen, gab es 17 goldene und 115 silberne Medaillen. Das zu diesem Zeitpunkt den Niederlanden unterstellte 2. Infanterieregiment wurde dabei allerdings nicht berücksichtigt, sondern mit niederländischen Auszeichnungen bedacht.
1816 beauftragte die Regierung den Graveur Philipp Zollmann mit der Herstellung neuer Medaillenstempel mit dem Bild des neuen Herzogs Wilhelm. Die Prägung erfolgte an der herzoglichen Münzstätte Limburg. 1849 wurde eine Neuprägung an den inzwischen herrschenden Herzog Adolph angepasst. Die genauen Umstände von Entwurf und Herstellung sind nicht bekannt.
Letztmals wurde die Tapferkeitsmedaille in Form von zehn silbernen Ausgaben 1849 anlässlich der Feldzüge in Baden und für das Gefecht bei Eckernförde im Rahmen der Schleswig-Holsteinischen Erhebung verliehen. Somit wurde die Nassauische Tapferkeitsmedaille insgesamt 297 Mal vergeben, 41 Mal in Gold und 256 Mal in Silber. Zehn Soldaten erhielten die Medaille in beiden Ausführungen. Angefertigt wurden 385 Medaillen, 64 goldene und 321 silberne. Für die erste Ausführung (Friedrich August) erfolgten acht Prägungen, für die beiden anderen jeweils eine.
Über die Verleihung entschied jeweils eine Kommission aus Offizieren. Die Leistungen, für die die Tapferkeitsmedaille vergeben werden sollte, musste von mehreren Zeugen bestätigt werden.

## Aussehen und Trageweise
Die runde Medaille mit 35 Millimeter Durchmesser zeigt bis 1816 das nach rechts gewendete Bildnis des Stifters mit der Umschrift FRIEDRICH I. HERZOG ZU NASSAU und klein am unteren Rand Umschrift LINDENSCHMIDT F.. Rückseitig von einem Lorbeerkranz umschlossen die zweizeilige Inschrift DER TAPFERKEIT. Unter der Inschrift sind jeweils drei gekreuzte, aufeinander liegende Flaggen zu sehen. Die goldene Ausführung wog 17 Gramm, die silberne 14 Gramm.
Ab 1818 ist auf der Vorderseite der Medaille das nach rechts gewendete Brustbild von Herzog Wilhelm I. (in kleiner Schrift am unteren Rand: ZOLLMANN) mit der entsprechenden Umschrift zu sehen. Die Medaille wog nun in Gold 22,5 Gramm und in Silber 22 Gramm. Von 1849 trug sie das Bildnis von Herzog Adolph ebenfalls mit der angepassten Umschrift und dem kleinen Vermerk C. Z. am unteren Rand.
Getragen wurde die Auszeichnung auf der linken Brustseite an einem 37 Millimeter breiten zitronengelben Band mit jeweils 2,5 Millimeter breiten dunkelblauen Randstreifen in einem Abstand von einem Millimeter von der Kante.
Die ersten Ausführungen der Medaille verfügten über einen Bügel, an dem das Band befestigt war, die späteren über eine Kugelöse.

## Sonstiges
Mit der Auszeichnung war gleichzeitig eine lebenslange Rente verbunden. Inhaber der silbernen Medaille erhielten zusätzlich die Hälfte ihres Soldes bzw. ihrer Invalidenrente, Inhaber der goldenen Medaille den entsprechend vollen Betrag.
Da die Medaillen wirklich aus Gold bzw. Silber geprägt waren und somit für die damalige Zeit einen großen Wert besaßen, war es bei Strafe verboten, sie zu verkaufen oder zu verspielen.